# Список операційних систем
Операційні системи можуть бути класифікованими за будовою ядра (монолітні, мікроядерні, наноядерні), призначенням (пакетна обробка, інтерактивність, підтримка реального часу тощо), реалізацією захищеності (один адресний простір чи підтримка захищеності пам'яті на рівні апаратури), актуальністю (сучасна чи історична), цільовою апаратною платформою (суперкомп'ютер, мейнфрейм, сервер, робоча станція, вбудований комп'ютер, мобільний пристрій), за типом ліцензії (комерційна чи вільна) та за багатьма іншими параметрами.

## Ранній період (від створення ЕОМ до початку 1970-х років)
- IBM: BESYS, IBSYS, SHARE Operating System, DOS/360, OS/360 і похідні від неї, CP/CMS
- Burroughs: Burroughs MCP
- UNIVAC: EXEC I / II / 8
- Compatible Time-Sharing System (CTSS), розроблена в MIT
- Incompatible Timesharing System (розроблена в MIT для мейнфреймів DEC PDP-10 / 20)
- Операційна система THE (розроблена Едсгером Дейкстрою та іншими)
- Multics (проєкт Bell Labs, GE, і MIT)
- Master programme розроблена Leo Computers, Leo III в 1962
- СРСР: ОС Дубна (для ВЕЛМ-6)

## Історичні системи (від 1970-х до 1990-x років)

### Для мейнфреймів
- IBM: DOS/VS, OS/VS1, VM/370, VM/CMS
- SDS Sigma: RBM, UTS, CP-V, XOS
- DEC: TOPS-10, TOPS-20
- Стенфордський університет: WAITS
- Університет Макгілла: MUSIC/SP
- Interdata: OS-32
- CDC/CYBER: NOS, NOS/BE
- Cray: Cray Time Sharing System
- ICT/ICL: GEORGE, VME, DME, TME
- Siemens: BS1000
- СРСР: ОС ЄС (для ЄС ЕОМ), ДИСПАК (для ВЕЛМ-6)

### Для міні-ЕОМ
- AT&T: UNIX (була портована також на 32-розрядні системи)
- Xerox: Alto Executive
- DEC: OS/8, RSTS/E, RSX-11, RT-11
- Data General: DOS, RDOS
- Prime: DOS / PRIMOS
- Whitesmiths: Idris
- IBM: CPF (Control Program Facility), SSP (System Support Program) (для System/38 і подібних)
- Кембриджський університет: TRIPOS

### Для 8-розрядних комп'ютерів
- Digital Research: CP/M, MP/M
- Apple: Apple DOS, ProDOS
- Microsoft: MSX-DOS
- Commodore: GEOS
- Cromemco: RDOS
- TRSDOS
- Technical System Consultants: FLEX, UniFLEX
- UCSD p-System

### Для 16-розрядних персональних комп'ютерів
- Digital Research: CP/M-86, MP/M-86, DR-DOS
- Seattle Computer Products: 86-DOS (ранні версії відомі як QDOS)
- Microsoft: MS-DOS (у комплекті з IBM PC постачалася під назвою PC-DOS), Windows (1.x, 2.x, 3.0), Xenix
- IBM: OS/2 (ранні версії для процесора 80286)
- Apple: GS/OS
- СРСР: операційні системи для комп'ютерів БК: RT-11, ANDOS, NORD, MicroDOS, MK-DOS, PascalDOS, CSI-DOS, AO-DOS, BASIS, DOSB10, DX-DOS, HC-DOS, NORTON-БК, РАМОН, KMON, Turbo-DOS (більшість — любительські розробки, створені командами з кількох людей)

### Для 16/32-розрядних персональних комп'ютерів
- Microsoft: Windows 3.1, 3.11, 95, 98, Me
- Apple: MacOS (класична)
- Atari: TOS, MultiTOS, MiNT
- Novell: NetWare
- Coherent
- Cromemco: Cromix
- DNIX

### Для 32-розрядних робочих станцій
- Apollo: AEGIS[en], Domain/OS[en]
- Sequent: Dynix
- Sun Microsystems: SunOS, Solaris, Trusted Solaris
- Data General: AOS/VS, DG/UX
- Hewlett-Packard: HP-UX
- MIPS: RISC/OS
- DEC: VMS, Ultrix, OSF/1
- Acorn: Arthur, ARX, RISC OS, RISCiX
- Amiga: AmigaOS, MorphOS
- AT&T: Unix (System III, System V)
- IBM: AIX, OS/2
- SCO: SCO UNIX
- Microsoft: Windows NT (3.5, 4.0), Windows 2000)
- Apple: A/UX
- Be Inc: BeOS, BeIA, Magnussoft ZETA

## Нещодавній період (від 1990-х до середини 2000-х років)

### Для мейнфреймів і суперкомп'ютерів
- IBM: OS/390, OS/400
- Cray: UniCOS

### Для ПК, робочих станцій і серверів
- SGI: IRIX
- DEC / Compaq: Digital Unix / Tru64
- eComStation (різновид OS/2 Warp 4)
- NeXTSTEP, OPENSTEP

### Для мобільних пристроїв
- Symbian OS
- Palm OS
- WebOS

## Сучасні операційні системи (комерційні)

### Для мейнфреймів
- IBM: z/VM, z/OS, z/VSE, TPF, CICS, IBM i
- Fujitsu, Siemens: BS2000, BS3000, VM2000

### Для персональних комп'ютерів і серверів
- Apple: MacOS X / OS X: 10.0, 10.1, 10.2, 10.3, 10.4, 10.5, 10.6, 10.7, Mountain Lion (10.8), Mavericks (10.9), MacOS Server
- Microsoft: Windows (XP, Vista, 7, 8, 8.1, 10, 11), Windows Server (2000, 2003, 2008, 2012)
- Oracle: Solaris

## Сучасні операційні системи (вільні)
- Linux Докладніше: Список дистрибутивів Linux
- BSD: 386BSD, FreeBSD, OpenBSD, NetBSD, DragonFly BSD
- OpenSolaris (проєкт з відкриття кодів Solaris)
- Apple Darwin (ядро XNU)
- GNU Hurd (ядро GNU Mach)
- FreeDOS
- Illumos (форк ядра OpenSolaris)

## ОС для мобільних пристроїв
- Google: Android, Fuchsia
- Apple: iOS, iPadOS, macOS, watchOS
- Microsoft: Windows CE і варіації такі як Windows Mobile та Windows Phone, всі троє замінені Windows IoT
- Samsung: Tizen, Bada
- Blackberry: BlackBerry OS
- Firefox OS

## Системи реального часу
- QNX
- VxWorks
- LynxOS
- T-Kernel, TRON OS, ITRON
- RTEMS
- eCos
- ThreadX
- Integrity
- OS-9 / OS-9000
- Contiki
- Nucleus RTOS
- OSE від ENEA
- OSEK[de]
- uC/OS-II для мікроконтролерів

### ОС длямаршрутизаторів
- Cisco: CatOS, Cisco IOS, PIX OS
- Juniper Networks: JUNOS
- LinkBuilder від 3Com
- MikroTik RouterOS від MikroTik
- OpenWrt

### ОС дляМініАТС
- Orix від Avaya

## Дослідницькі операційні системи
- Bell Labs: Plan 9, Inferno
- Minix
- Amoeba[1] (розроблена Ендрю Таненбаумом)
- Bluebottle OS (AOS, A2, Оберон (операційна система))

## Любительськіопераційні системи
Зі сотень проєктів аматорських ОС слід виділити такі, більш-менш відомі:
- MenuetOS, KolibriOS: написані на мові асемблера x86
- ReactOS (вільний клон Windows NT)
- Syllable Desktop (розвивається як продовження AtheOS)
- SkyOS
- Haiku вільний клон BeOS

## Інші OC
- Rhapsody
- SSS-PC (Розроблена в Токійському Університеті)
- EROS
- AROS — Amiga Research OS, AmigaOS-подібна для процесорів x86  [Архівовано 21 вересня 2020 у Wayback Machine.]
- Nemesis дослідницька ОС від Кембріджського Університету[2]
- TUNES, 1994
- V (operating system) Stanford, ранні 1980-ті.
- ОС Oberon (розроблена у Федеральній вищій технічній школі Цюриха під керуванням Ніклауса Вірта для робочих станцій Ceres і Chameleon)
- Pick (ліцензована і перейменована)
- OSD/XC від Fujitsu-Siemens (BS2000 портована для емуляції на Sun платформи SPARC)
- Fujitsu: OS-IV (на основі ранньої MVS від IBM), MSP, (спадкоємець OS-IV)
- Datalight: ROM-DOS (сумісна з MS-DOS, для вбудованих систем)  [Архівовано 6 січня 2010 у Wayback Machine.]

## Вигадані операційні системи
Неіснуючі операційні системи, що згадуються в жартах, книгах, фільмах тощо:
- ALTIMIT_OS — Із світу .hack
- Hyper OS — З Patlabor
- Wheatonix — першоквітневий жарт.
- Digitronix — з The Hacker Files